# Poste pontificie

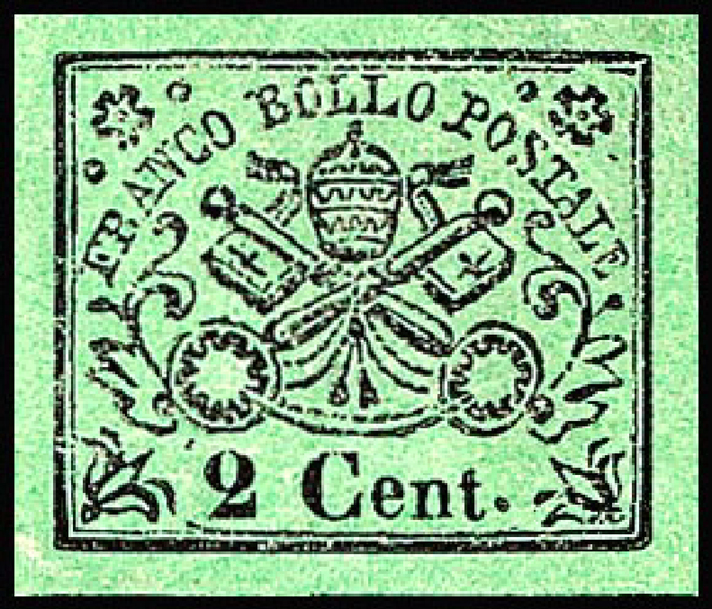
Francobollo da due centesimi del 1867

Le Poste Pontificie sono state il servizio postale della Santa Sede e dello Stato Pontificio fino alla sua dissoluzione nel 1870.

## Storia
L'organizzazione delle Poste Pontificie dipendeva dalla Camera apostolica, la quale concedeva il servizio in appalto con il titolo di Maestro Generale delle Poste Pontificie, in latino Magister Cursorum.
La carica del Magister Cursorum è attestata almeno dal 1439. Dal 1463 al 1539 i Maestri delle Poste Pontificie erano esponenti della famiglia Tasso, in particolare del ramo detto dei "Tasso di Sandro".
Fra il 1551 e il 1556 si ebbe una radicale riforma delle Poste Pontificie. Non si può escludere che il papa abbia approfittato dell'abdicazione di Carlo V, gran protettore dei Tasso, per sbarazzarsi della potente famiglia. 
In tale occasione venne istituito il primo corriere "ordinario", fra Roma e Bologna, e il servizio postale venne aperto al pubblico.
Le poste vennero appaltate per periodi generalmente di nove anni: dall'appaltatore dipendevano tutte le stazioni di posta dello stato.
Nacquero anche i timbri postali, in quanto, ai fini dello smistamento, tutte le lettere venivano marcate con le iniziali o il distintivo del Maestro di posta.
Successivamente i marchesi (poi principi) Massimo tennero la carica ereditaria di Soprintendenti generali delle Poste Pontificie de facto fino alla caduta di Roma nel 1870 ma in effetti fino alla riforma della Corte pontificia del 1970.
Nel 1849 Pio IX trasferì la sede delle Poste Pontificie a Palazzo Madama.
I francobolli furono introdotti dalle Poste Pontificie il 1º gennaio 1852.